# Oakman Motor Vehicle Company

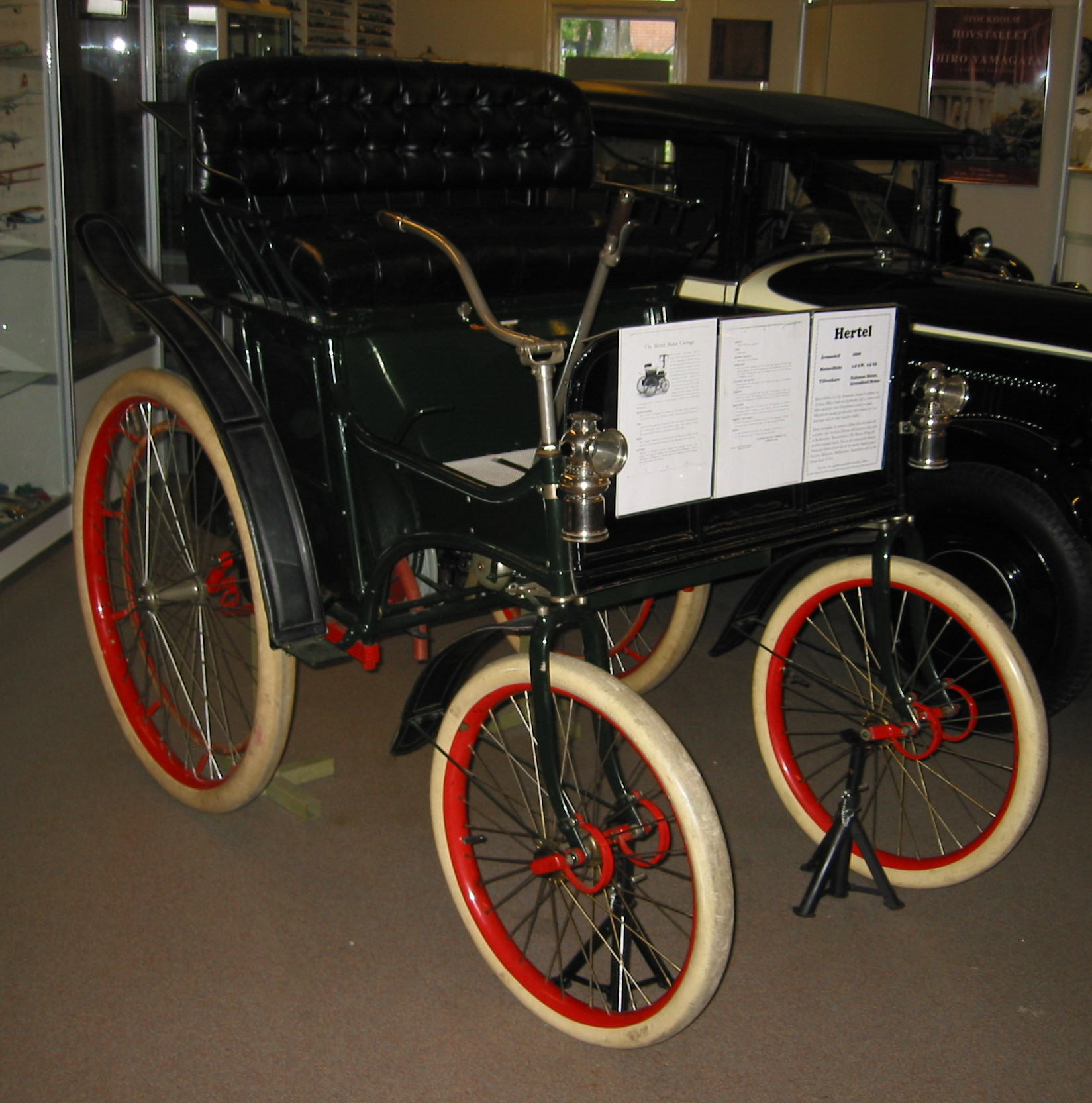
Hertel von 1898

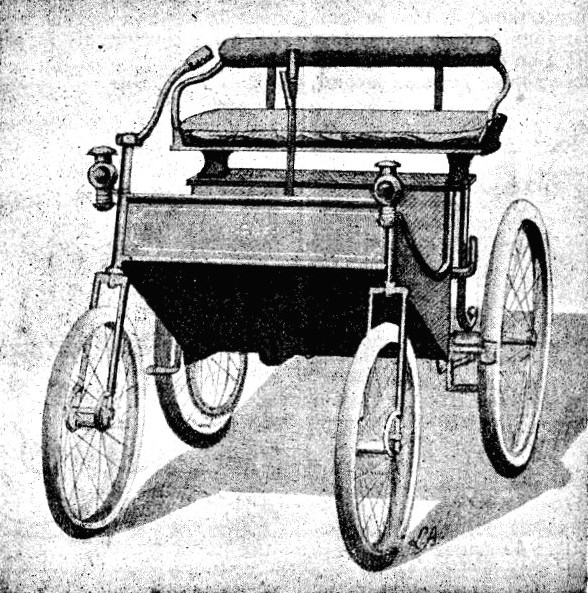
Hertel Quadricycle (1897)

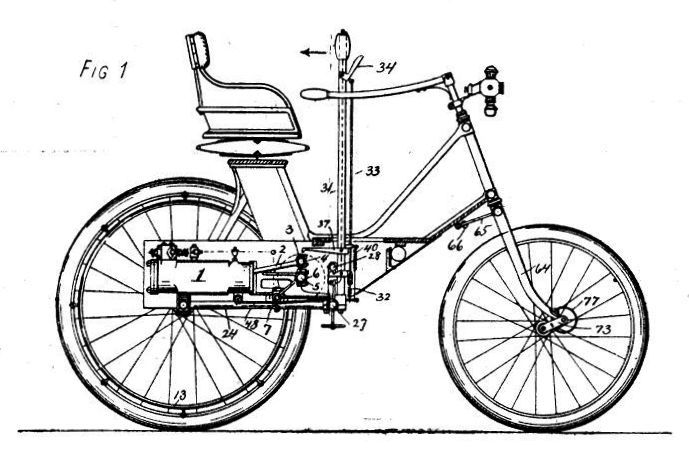
Hertel Quadricycle (1897), Seitenansicht

Oakman Motor Vehicle Company war ein US-amerikanischer Hersteller von Automobilen.

## Unternehmensgeschichte
Max Hertel war Ingenieur. Er beabsichtigte, 1895 mit einem selbst entwickelten Fahrzeug am Chicago Times-Herald Contest teilzunehmen. Bei der Anfahrt trat ein Schaden auf, der die Teilnahme verhinderte. Daraufhin gründete er das Unternehmen in Greenfield in Massachusetts. Die Serienproduktion von Automobilen begann 1899. Der Markenname lautete Hertel. Die Verkaufszahlen blieben gering. Finanzielle Probleme traten auf. Am 8. November 1900 wurde das Unternehmen geschlossen.

## Fahrzeuge
Das Fahrzeug von 1895 war das kleinste mit einem Ottomotor, das in der Meldeliste stand. Ein selbst hergestellter Zweizylindermotor mit 2 PS Leistung trieb die Hinterachse an. Der Motor hatte 1606 cm³ Hubraum mit 92,075 mm Bohrung und 120,65 mm Hub. Die Motordrehzahl konnte zwischen 160/min und 800/min variiert werden. Die beiden Vorderräder wurden in Fahrradgabeln geführt. Die Karosserie des offenen Runabouts bot Platz für zwei Personen. Das Leergewicht betrug etwa 227 kg.
Für die Serienausführung ist ein Neupreis von 750 US-Dollar überliefert. Eine Quelle meint, dass das Fahrzeug sogar für die damalige Zeit zu primitiv war.